# Вілфред Хадсон Осґуд
Вілфред Гадсон Осґуд (англ. Wilfred Hudson Osgood; (*8 грудня 1875 — †20 червня 1947) — американський зоолог.

## Життєпис
Вілфред Гадсон Осґуд (1875-1947) був орнітологом і теріологом, який почав свою кар'єру в 1897 році, працюючи біологом в Міністерстві сільського господарства США. Тут він очолював біологічні дослідження США в Канаді. У 1909 році він переїхав у Польовий Музей Природної Історії в Чикаго, зайнявши посаду помічника куратор маммології й орнітології до 1921 року, потім посаду куратора зоології до виходу на пенсію в 1940 році. Він проводив біологічні дослідження та обстеження багатьох районів Північної та Південної Америки, Ефіопії та Індокитаю. Він провів три окремі роки (1906, 1910, 1930) навчання в європейських музеях, і в 1914 році він був спеціальним слідчим з дослідження морських котиків. Він очолив Польового музею абіссинську експедицію 1926-1927 і Магеланову: експедицію 1939-1940 рр. Осгуд був членом Американської Академії Сприяння Розвитку Науки і Союзу Американських Орнітологів. Він заснував і став першим президентом, Куперівського Орнітологічного Клубу Каліфорнії. Крім того, він був секретарем Біологічного Товариства Вашингтону з 1900 по 1909 рік; член-кореспондентом Лондонського Зоологічного Товариства і Союзу Британських Орнітологів, членом і президентом з 1924 по 1926 рік, з Американського Товариства Теріологів; і членом і опікуном Чикаго Зоологічного Товариства. .

## Деякі наукові праці
- Revision of Pocket Mice of the Genus Perognathus (1900)
- The white-tailed deer (1922)
- The long-clawed South American rodents of the genus Notiomys (1925)
- Mammals of the Collins-Day South American expedition (1916)
- A peculiar bear from Alaska (1909)
- Results of a biological reconnoissance of the Yukon River region (1900)
- The mammals of Chile (1943)
- Catalogue of the type-specimens of mammals in the United States National Museum (1909)
- New uses of celluloid and similar material in taxidermy (1925)
- The marine fishes of Panama (1923)
- Catalogue of the Edward E. Ayer Ornithological Library (1926)
- Papers on mammalogy (1941)